# Anaxipha ciliata
Anaxipha ciliata är en insektsart som först beskrevs av Adam Afzelius och Brannius 1804.
Anaxipha ciliata ingår i släktet Anaxipha och familjen syrsor. Inga underarter finns listade i Catalogue of Life.